# Wrangel af Ludenhof
Wrangel af Ludenhof är en svensk friherrlig ätt nummer 55.

## Historia
Översten Hans Wrangel var bror till fältmarskalken Herman Wrangel af Lärje och Sko och blev 4 januari 1624 förlänad med  Ludenhoff i Livland. Då han inte hade några söner, överlät han herrgården till sin måg överstelöjtnanten Carl Adolf von Tiesenhausen, vilken konfirmerades i besittningen härav av drottning Christina den 2 juli 1652. Efter Tiesenhausens död samma år, ärvdes Ludenhoff av hans dotter (i ett föregående gifte) Anna Dorotea von Tiesenhausen, gift med Hans Wrangels kusins son ryttmästaren Herman Wrangel till Ellistfer. Båda upphöjdes sedan till friherrar Wrangel af Ludenhof.